# Drunks
Pour plus de détails, voir Fiche technique et Distribution.
Drunks est un film américain réalisé par Peter Cohn, sorti en 1995.

## Fiche technique
Source principale de la fiche technique :
- Titre original : Drunks
- Réalisation : Peter Cohn
- Scénario : Gary Lennon, adapté de sa propre pièce de théâtre Blackout
- Direction artistique : Daniel Goldfield
- Musique : Joe Delia
- Décors : Michael Shaw
- Costumes : Kim Marie Druce
- Photographie : Peter Hawkins
- Montage : Hughes Winborne
- Production : Peter Cohn, Burtt Harris et Shireen Meistrich
  - Coproduction : Ilene S. Landress et Gary Lennon
  - Production déléguée : Tom Carouso, John Hart, Larry Meistrich et John Re
- Société de production : BMG Independents, Kardana Films, Northern Lights Entertainment, Seagoat Films, Shooting Gallery
- Distribution :  États-Unis : Northern Arts Entertainment
- Budget :
- Pays de production :  États-Unis
- Format : Couleur - Son : Ultra Stereo - 1,85:1 - Format 35 mm
- Genre : drame
- Durée : 90 minutes
- Dates de sortie :
  - États-Unis : 23 août 1995 (Festival du film de Boston)
  - États-Unis : 14 mars 1997

## Distribution
Source principale de la distribution :
- Richard Lewis : Jim
- Liza Harris : Melanie
- Liam Ahern : Billy
- George Martin : Marty
- Sam Rockwell : Tony
- Amanda Plummer : Shelley
- Kevin Corrigan : Cam
- Fanni Green : Jasmine
- Parker Posey : Debbie
- Dianne Wiest : Rachel
- Billy Dove : Leo
- Julie Halston : Carol
- Faye Dunaway : Becky
- Lisa Gay Hamilton : Brenda
- Calista Flockhart : Helen